# Łubowice (gmina)
Łubowice – dawna gmina wiejska istniejąca w latach 1945–1954 w woj. śląskim i woj. opolskim (dzisiejsze woj. śląskie). Początkowo siedzibą gminy były Łubowice, następnie Ligota Książęca.
Gmina zbiorowa Łubowice powstała po II wojnie światowej (w grudniu 1945) w powiecie raciborskim na terenie tzw. Ziem Odzyskanych (tzw. I okręg administracyjny – Śląsk Opolski), powierzonym 18 marca 1945 administracji wojewody śląskiego, a z dniem 28 czerwca 1946 przyłączonym do woj. śląskiego (śląsko-dąbrowskiego).
Według stanu z 1 stycznia 1946 gmina składała się z 7 gromad: Łubowice, Brzeźnica, Grzegorzowice, Lasoki, Ligota Książęca, Ponięcice i Sławików. 6 lipca 1950 zmieniono nazwę woj. śląskiego na katowickie; równocześnie gmina Łubowice wraz z całym powiatem raciborskim weszła w skład nowo utworzonego woj. opolskiego.
Według stanu z 1 lipca 1952 gmina składała się z 7 gromad: Brzeźnica, Grzegorzowice, Lasaki, Ligota Książęca, Łubowice, Ponięcice i Sławików. Gmina została zniesiona 29 września 1954 wraz z reformą wprowadzającą gromady w miejsce gmin. Jednostki nie przywrócono 1 stycznia 1973 wraz z kolejną reformą reaktywującą gminy.